# Летающий блин Циммермана
«Летающий блин» Циммермана — летательный аппарат дисковидной формы, предположительно разработанный немецким конструктором Генрихом Циммерманом и испытанный в 1942—1943 годах на полигоне Пенемюнде. Предположительно, был оснащен газотурбинными двигателями и мог достигать горизонтальной скорости до 800 км/ч; имел сходство с перевёрнутым вверх дном тазом диаметром 5—6 метров, с каплевидной прозрачной кабиной в центре корпуса. На земле опирался на небольшие резиновые шасси. Для взлёта и горизонтального полёта, видимо, использовались управляемые сопла. Ввиду невозможности точного регулирования тяги газотурбинных двигателей или по каким-то другим причинам был очень неуклюжим в полёте.

В 1995 году журналистом С. Зигуненко было представлено описание испытания этого аппарата, якобы предоставленное одним из оставшихся в живых военнопленных концлагеря в Пенемюнде: 

В сентябре 1943 года мне довелось стать свидетелем одного любопытного случая… На бетонную площадку возле одного из ангаров четверо рабочих выкатили круглый по периметру и имевший в центре прозрачную каплеобразную кабину аппарат, похожий на перевёрнутый тазик, опиравшийся на маленькие надувные колёса.
Невысокий грузный человек, судя по всему, руководивший работами, взмахнул рукой, и странный аппарат, отливавший на солнце серебристым металлом и вместе с тем вздрагивающий от каждого порыва ветра, издал шипящий звук, похожий на работу паяльной лампы, и оторвался от бетонной площадки. Он завис где-то на высоте 5 метров.
…На серебристой поверхности чётко проступили контуры строения аппарата. Через какое-то время, в течение которого аппарат покачивался вроде „Ваньки-встаньки“, границы контуров аппарата постепенно стали расплываться. Они как бы расфокусировались. Затем аппарат резко, словно юла, подпрыгнул и змейкой стал набирать высоту.

Полёт, судя по покачиванию, проходил неустойчиво. И когда налетел особенно сильный порыв ветра с Балтики, аппарат перевернулся в воздухе, стал терять высоту. Меня обдало потоком смеси гари, этилового спирта и горячего воздуха. Раздался звук удара, хруст ломающихся деталей… Тело пилота безжизненно свисало из кабины. Тут же обломки обшивки, залитые горючим, окутались голубым пламенем. Обнажился ещё шипящий реактивный двигатель — и тут же грохнуло: видимо, взорвался бак с горючим…»
Утверждается, что об этом летательном аппарате дали свидетельства и девятнадцать бывших военнослужащих вермахта. Осенью 1943 года они якобы наблюдали тестовые полёты какого-то «Металлического диска диаметром 5-6 м с каплевидной кабиной в центре». После разгрома Третьего рейха чертежи, копии и свидетельства, которые хранились, по свидетельству некоторых наиболее осведомлённых специалистов, в сейфах Кейтеля, обнаружены не были. До настоящего времени сохранилось несколько фотографий (более схожих с рисунками) летательного аппарата дисковидной формы с кабиной в центре. По другим свидетельствам, часть документации, или даже почти все описания и чертежи были обнаружены советскими офицерами, и это якобы подтверждает известный академик В. П. Мишин, в ту пору сам принимавший участие в поисках. Он же заявил, что отчёты о немецких летающих тарелках изучались советскими военными учёными очень внимательно, однако никаких положительных выводов по поводу перспективы продолжения работ над этими аппаратами сделано не было.